# Związek Pracowników Kolejek Dojazdowych
Związek Pracowników Kolejek Dojazdowych, jedna z działających w okresie międzywojennym w środowisku pracowników kolejowych organizacji związkowych. 